# NGC 1100
NGC 1100 est une vaste galaxie spirale intermédiaire (barrée ?) située dans la constellation de l'Éridan. NGC 1100 a été découverte par l'astronome américain Francis Leavenworth en 1885.

## Caractéristiques
Sa vitesse par rapport au fond diffus cosmologique est de 7 325 ± 16 km/s, ce qui correspond à une distance de Hubble de 108,0 ± 7,6 Mpc (∼352 millions d'al).
À ce jour, une mesure non basée sur le décalage vers le rouge (redshift) donne une distance d'environ 73,100 Mpc (∼238 millions d'al). Cette valeur est loin à l'extérieur des valeurs de la distance de Hubble.

## Groupe compact de Hickson 21
NGC 1100 fait partie du Groupe compact de Hickson sous l'entrée HCG 21 avec les galaxies NGC 1091, NGC 1092, NGC 1098 et NGC 1099.